# Platynowa kolekcja: Nasze złote przeboje
Platynowa kolekcja: Nasze złote przeboje – album kompilacyjny zespołu Andrzej i Eliza zawierający jego największe przeboje, wydany w 2006 roku przez Media Way jako część serii Platynowa kolekcja.

## Lista utworów
1. „Dobra miłość między nami” – (02:27)
2. „Kiedy człowiek sam na świecie” – (02:21)
3. „Zaloty jesienne Anno Domini 1971” – (03:29)
4. „W sześć lat po ślubie” – (02:13)
5. „Ballada o butach” – (02:35)
6. „Królem bądź głową rusz” – (03:01)
7. „Letni sposób na kłopoty” – (01:58)
8. „Wahanie” – (03:35)
9. „Nie na zawsze” – (02:12)
10. „Czerwone lata” – (02:42)
11. „Co nowego Olgo” – (02:51)
12. „Mój powrót” – (03:03)
13. „Siedem minut na lotnisko” – (04:00)
14. „Jeszcze tylko jeden dzień” – (02:45)
15. „Spotkanie z życiem” – (03:01)
16. „Dzieląc świat na pół” – (03:51)
17. „Z mego życia” – (02:59)
18. „Czy pamiętasz, jak to było” – (03:11)
19. „Czeka na nas świat” – (03:14)
20. „Czas relaksu” – (03:26)